# 塔拉薩主教座堂

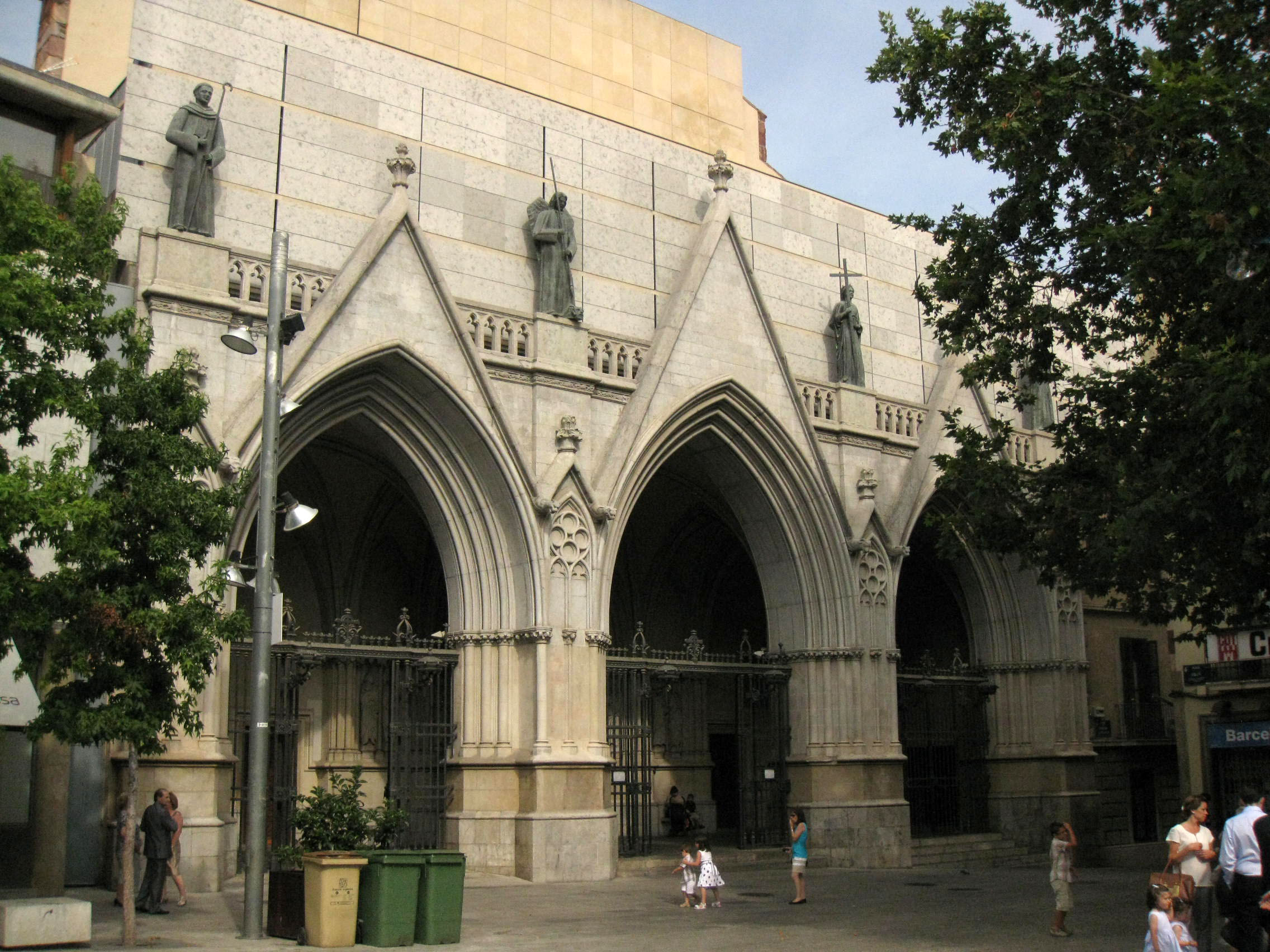
塔拉薩主教座堂

塔拉薩主教座堂（Terrassa Cathedral）是位於西班牙城市塔拉薩的一座羅馬天主教的教堂。這座教堂也是天主教塔拉薩教區的主教座堂。

## 外部連結
- official website of the Cathedral of Terrassa (Catalan)

41°33′44″N 2°0′42″E / 41.56222°N 2.01167°E